# 東京都立八王子北高等学校
東京都立八王子北高等学校（とうきょうとりつ はちおうじきたこうとうがっこう）は、東京都八王子市楢原町にある都立高等学校。略称は「八北」「北高」。

## 沿革
- 1978年（昭和53年） - 開校。
- 1992年（平成4年） - 制服を改定する。
- 2013年（平成25年） - 大規模改修工事着工。

## 教育目標
- 地域に根ざし、地域を切り拓き、地域に信頼される学校。

## 著名な出身者
- 上川隆也 - 俳優
- 見田竜介 - 漫画家
- ファンキー加藤 - FUNKY MONKEY BABYS、MC
- 天野喜崇 - プロバスケットボール選手
- 田中貴大 - プロサッカー選手
- 藤﨑将汰 - サッカー選手

## 交通
出典 : 
| 運行事業者 | 乗車停留所               | 系統                   | 下車停留所          |
| ---------- | ------------------------ | ---------------------- | ------------------- |
| 西東京バス | 西八王子駅               | 市02・市03・西部コース | 「楢原町」、徒歩7分 |
| 西東京バス | 八王子駅                 | 工01・秋01・秋02・秋03 | 「楢原町」、徒歩7分 |
| 西東京バス | 秋川駅                   | 秋61                   | 「楢原町」、徒歩7分 |
| 西東京バス | 武蔵五日市駅             | 秋04                   | 「楢原町」、徒歩7分 |
| 西東京バス | 創価大正門東京富士美術館 | 美49                   | 「楢原町」、徒歩7分 |
| 西東京バス | 戸吹スポーツ公園入口     | 秋63                   | 「楢原町」、徒歩7分 |